# 마레크 로다크
마레크 로다크(슬로바키아어: Marek Rodák, 1996년 12월 13일 ~ )는 슬로바키아의 축구 선수로, 현재 사우디 프로페셔널리그 클럽 알이티파크와 슬로바키아 국가대표팀에서 골키퍼로 활약하고 있다.

## 구단 경력
로다크는 고국에서 MFK 코시체에서 선수 생활을 시작한 후 2013년 풀럼에서 재판을 제안받았다. 그는 2013년 7월, 16세의 나이로 풀럼 아카데미와 영구 계약을 맺었다. 어린 나이에도 불구하고 18세 이하 대표팀에 합류하여 첼시와의 2014년 FA 유스컵 결승전에 출전했다.
2015년 1월, 판버러로 2개월간 단기 임대된 후 풀럼의 21세 이하 팀으로 승격되었다. 2016년 1월 15일, 그는 남은 시즌 동안 웰링 유나이티드에 임대로 합류했다. 로다크는 2017년 1월, 2016-17년 시즌이 끝날 때까지 풀럼에서 애크링턴 스탠리로 임대되어 합류했다. 2017년 1월 14일, 와든 로드에서 열린 첼트넘 타운과의 경기에서 잉글리시 풋볼 리그 데뷔 전을 치렀다. 로다크는 13경기 무패 행진을 기록하며 애크링턴 스탠리가 강등권에서 편안하게 중위권으로 자리를 옮기는 데 중요한 역할을 했다.
로다크는 2017년 8월 8일, 위컴 원더러스와의 EFL컵 경기에서 풀럼 데뷔 전을 치렀다. 그 달 말, 로다크는 남은 시즌 동안 로더럼 유나이티드에 임대되어, 홈구장인 베리에서 3-2로 승리하며 데뷔 전을 치렀다. 그 후 2018년 7월 25일, 한 시즌 더 임대하기 위해 클럽에 다시 합류했다.
로다크는 2020-21년 시즌 1라운드 아스널과의 경기에서 0-3으로 패하며 프리미어리그 데뷔 전을 치렀다. 그 후 알퐁스 아레올라의 백업으로 남은 시즌을 보냈고, 시즌 마지막 날 뉴캐슬 유나이티드와의 경기에서 0-2로 패한 경기에서 단 한 번의 리그 추가 출전에 그쳤다.
로다크는 8월 6일, 리버풀과의 홈 경기에서 2-2 무승부를 기록하며, 2022-23년 프리미어리그 데뷔 전을 치렀지만 아스널에서 베른트 레노가 부임한 후 2순위 골키퍼로 밀려났다.
2024년 6월 5일, 풀럼은 로다크가 계약 만료 후 클럽을 떠난다고 발표하며 11년간의 클럽 생활을 마감했다.
2024년 7월 25일, 로다크는 사우디 프로페셔널리그 클럽 알이티파크와 3년 계약을 체결했다.

## 국가대표팀 경력
로다크는 2018년 6월, 슬로바키아 국가대표팀에 소집되었지만 출전하지 않았다.
2018년 9월, 로다크는 아이슬란드 U-21와의 2019년 UEFA U-21 축구 선수권 대회 예선 경기에서 슬로바키아 U-21의 94분 결승골을 넣었다. 2014년 U-21 프리미어리그에서 애스턴 빌라와의 경기에서 풀럼 소속으로 득점한 적이 있는 U-21 국가대표팀에서 기록한 골은 이번이 처음이 아니다.
2020년 9월 7일, 로다크는 이스라엘과의 UEFA 네이션스리그 경기에서 국가대표팀 데뷔 전을 치렀고, 1-1 무승부로 끝났다. 그는 2020년에 두 차례의 UEFA 유로 2020 예선 플레이오프 경기를 포함해 4경기에 선발로 출전했다. 그는 2020년 10월 8일, 아일랜드와의 승부차기에서 세이브를 기록했고, 2020년 11월 12일, 북아일랜드와의 경기에서 연장전 끝에 슬로바키아가 UEFA 유로 2020 본선에 진출한 후 팀이 2-1 승리를 거두는 데 일조했다.
로다크는 UEFA 유로 2024에 참가할 슬로바키아 국가대표팀에 소집되었다.